# URU (音楽プロデューサー)
URU（ウル）は、日本の音楽プロデューサー、作曲家、編曲家。
ソニー・ミュージックパブリッシングの専属作曲家である。

## 略歴

### 国内
1996年、R&Bユニット“IZ”（アイズ）で日本コロムビアからデビュー。
その後、音楽プロデューサー、作曲家、編曲家、リミキサーとして数々の作品を制作。
平井堅、orange pekoe、Doul、JUJU、川畑要、Sowelu、伊藤由奈、K、Crystal Kay、 中森明菜、大澤誉志幸、南波志帆、10神ACTOR、由美かおるなど幅広いジャンルの楽曲、プロデュースを手掛けている。
2001年、有限会社BIZM、blue velvet studioを設立。

### 海外
1997年、日韓中合同アイドル”Circle”のプロデュースをきっかけに、1999年、韓国のエンターテイメント会社"SANMIND"とプロデューサー契約を結び、2001年までDiva、Roo'Ra、Chakraなど、多くの韓国アーティストの楽曲を手がけた。その後、 ”BOYZ II MEN”のメンバーの”ウォンヤ・モリス”（米国）とのコラボレーションや、 韓国の元祖セクシー歌手”オム・ジョンファ”、 アジアで活躍したアイドルグループ”S.E.S.”の元メンバー”BADA”、 小生意気ダンスで一世風靡した”Brown Eyed Girls”、 視聴率50％の韓国人気俳優の”イ・ドンゴン”、 台湾の花より男子”F4”のメンバー”ジェリー・イェン”、 ”ビリーズブートキャンプ”の”ビリー・ブランクス” のプロデュースなど、海外アーティストも多くてがけてきた。また、アジア6カ国の歌姫からなる花王アジエンスCMソングプロジェクト"The Asian Beauties"の総合プロデューサーとして、JUJUのオリジナルバージョンをはじめ、 同曲のレイニー・ヤン（台湾）やMINT（タイ）のバージョンもプロデュースした。
2008年、韓国人作曲家の日本におけるエージェント会社、株式会社SJFactory設立。 東京、ソウルにオフィスを置き、韓国人作曲家の楽曲の日本展開サポート業務を行う。
2012年からインドネシアでの業務展開も始め、 2013年、ジャカルタで開催されたイベント“J-Music Lab”（日本レコード協会主催）や、2017年、香港アジア・ポップミュージックフェスティバル 2017」の審査員、 2018年、ジャカルタでの“日イ国交60周年記念コンサート”の サウンドプロデューサー、2019年から、Mnet Asian Music Awards（通称:MAMA）の審査員 も務める。
近年も、中国では、吉克雋逸 (Jike Junyi)、呉莫愁 (Momo Wu)、Jony J、陳楚生 (Chen Chu Sheng)、 台湾では、呉建豪 (Van Ness Wu)、王心凌 (Cyndi Wang)、張惠妹 (A-Mei)、温嵐 (Landy Wen)、 郭曉曉 (Kuo Xiaoxiao)などへの楽曲提供、プロデュースなど手がけている。